# 1710 en architecture
| Années de l'architecture : 1707 - 1708 - 1709 - 1710 - 1711 - 1712 - 1713    |
| Décennies de l'architecture : 1680 - 1690 - 1700 - 1710 - 1720 - 1730 - 1740 |

Cet article présente les faits marquants de l'année 1710 en architecture.

## Réalisations
- La dernière pierre de la cathédrale Saint-Paul de Londres dessinée par Christopher Wren est posée.
- Début de la construction de la cathédrale Saint-Philippe de Birmingham, en Angleterre.

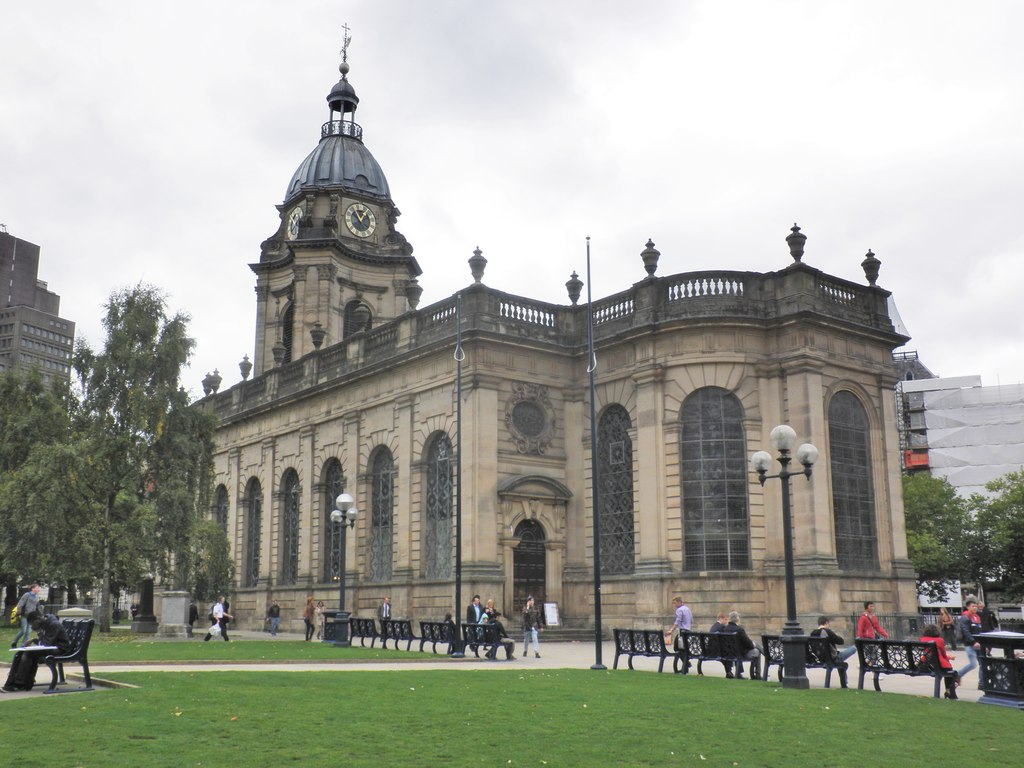
La cathédrale Saint-Philippe de Birmingham en 2013.

## Événements
- 5 juin[1] : Consécration de la nouvelle chapelle du château de Versailles, construite par Robert de Cotte.

## Naissances
- 7 février : François II Franque (†1793).
- 1er juillet : Esprit-Joseph Brun (†1802).
- Antonio Rinaldi (†10 avril 1794).

## Décès
- x